# Charles Ericksen
Charles Ericksen (n. 20 iunie 1875, Comuna Tønsberg, Vestfold, Norvegia – d. 23 februarie 1916, New York City, New York, SUA) a fost un luptător ce a reprezentat Norvegia, medaliat olimpic. A participat la o ediție a Jocurilor Olimpice (1904) în care a câștigat o medalie de aur.

## Participări
Lista de mai jos prezintă principalele competiții la care a participat Charles Ericksen de-a lungul carierei.
- wrestling at the 1904 Summer Olympics – men's freestyle welterweight[*]